# 8400 Tomizo
8400 Tomizo (1994 AQ) là một tiểu hành tinh vành đai chính được phát hiện ngày 4 tháng 1 năm 1994 bởi T. Kobayashi ở Oizumi.